# Wangchuk Namgyel
Wangchuk Namgyel (en dzongkha: དབང་ཕྱུག་རྣམ་རྒྱལ།; n. 1964) es un educador y político butanés perteneciente al partido Druk Nyamrup Tshogpa. Desde el 7 de noviembre de 2018 ocupa el cargo de presidente de la Asamblea Nacional, cámara baja del Parlamento de Bután. Desde octubre de ese año, se desempeña como asambleísta nacional.

## Formación
Namgyel nació el c. 1964 o c. 1963.
Graduado de la Universidad de Madrás en India, obtuvo un título de Maestría en Artes en Historia. Además, posee un diploma de Postgrado en Educación del Instituto Nacional de Educación de Samtse.

## Carrera

### Carrera profesional
Namgyel se desempeñó como director de cuatro escuelas secundarias y también como jefe de supervisión escolar en el Ministerio de Educación.

### Carrera política
Militante del Druk Nyamrup Tshogpa (DNT), fue elegido miembro de la Asamblea Nacional de Bután como candidato en elecciones de 2018 por la circunscripción electoral de Nyishog-Saephu. Obtuvo 4.388 votos, derrotando a Chimmi Jamtsho, candidato del DPT.
El 30 de octubre de 2018, su partido lo nominó para el cargo de Presidente de la Asamblea Nacional. Un día más tarde, fue elegido en el cargo, al recibir 30 votos contra 17 votos de Ugyen Wangdi.